# Factory Records
Factory Records var ett skivbolag baserat i Manchester som grundades 1978 av Tony Wilson och Alan Erasmus. Omslagsdesignern Peter Saville och producenten Martin Hannett blev också en del av bolaget som 1979 gav ut sin första EP A Factory Sample. Factory Records gav ut skivor fram till 1992 då det efter ekonomiska problem försattes i konkurs. Kända artister på bolaget var bland andra Joy Division, New Order, A Certain Ratio, The Durutti Column och Happy Mondays. Filmen 24 Hour Party People är baserad på Factory och människorna omkring bolaget.

## Källa
Factory Records Profile Factory Records.net